# 잭 하크니스
캡틴 잭 하크니스(Captain Jack Harkness)는 영국의 드라마 《닥터 후》와 그 스핀오프 드라마 《토치우드》에 등장하는 가공의 인물로, 배우 존 바로우만이 연기하고 있다.
2005년 뉴 닥터 시즌 1의 9번째 에피소드 "The Empty Child"(캡틴 잭)에서 처음으로 등장하여 시즌 1 마지막화까지 닥터와 함께 여행을 한다. 그리고 시즌 3(2007년), 시즌 4(2008년), 스페셜(The End of Time, 시간의 종말)에 다시 등장하였다.
드라마 《토치우드》에서 중심 인물로 다시 등장하여, 시즌 3까지 등장하였고, 2011년 7월 방송한 시즌 4에도 등장한다.

## 닥터 후
수상한 비행물체가 런던에 떨어지려는 것을 발견하고 닥터와 로즈는 그것을 쫓아 지구에 오는데, 세계대전이 한창인 1941년 런던이었다. 여기서 캡틴 잭은 로즈를 발견하고 로즈를 구해준다. 자신에 대해서 밝히길 51세기에서 온 전직 타임 에이전트라고 한다. 타임 에이전트를 그만 둔 이유는 2년간의 기억이 지워졌기 때문에 그에 대한 반발 때문이었다고 한다. 1941년 런던에서는 영국 공군에 미국인 지원병으로 참전하고 있었다.
그 뒤로 닥터와 로즈와 함께 여행을 다니게 되는데, 시즌 1의 마지막화에서는 달렉과 맞서 싸우다가 결국 사망하게 된다. 그러나 로즈의 힘으로 다시 살아나게 되는데, 이 과정에서 잘못되어 죽지 못하는 몸이 되어버린다. 이를 안 닥터는 잭을 두고 떠나버린다.
시즌 3에서는 '닥터의 손'을 갖고 타디스에 매달려서 우주의 끝으로 여행을 하게 된다. 닥터가 함께 여행할 것을 권유하지만 토치우드에 잔류하기로 한다. 그리고 닥터에게 자신의 별명이 '보의 얼굴'이었음을 밝힌다.
시즌 4에서는 카디프 토치우드에서 닥터 등을 돕다가 시간을 이동하여 직접 닥터를 도와 지구를 구하기도 한다.

## 토치우드
기본적으로는 닥터 후에서의 설정을 따르고 있다.
'잭 하크니스'라는 이름은 본명이 아니고, 제1차 세계대전에서 전사한 캡틴 잭 하크니스의 이름을 따온 것이다. 기록에 따르면 진짜 잭 하크니스는 미국인으로 1941년 1월 21일에 실종된 것으로 되어 있다.
시간상 닥터 후 시즌 1 뒤에, 잭 하크니스는 토치우드에 소속되어 외계 생명체로부터 지구를 보호하게 된다. 참고로 글래스고에 있는 토치우드2에는 이상한 녀석이 있다고 하고, 토치우드4도 있다고 한다.